# Cal Menso
Cal Menso és una obra de les Borges Blanques (Garrigues) inclosa a l'Inventari del Patrimoni Arquitectònic de Catalunya.

## Descripció
Casa de planta baixa i dos pisos més. La façana principal té una tribuna al centre amb balustres que fan de balcó per al balcó del pis superior; està flanquejada per dos balcons correguts. Al segon pis hi ha tres balcons més. El remat superior és una cornisa i a sobre una balcó balustrat que amaga el sostre de teules. Aquesta façana és modernista, decorada amb ornamentacions florals de garlandes a la part superior de les finestres, resulta interessant, ja que fins avui no ha sofert alteracions respecte a l'edifici primitiu. La resta està arrebossada, reservant l'ús de la pedra per a llocs puntuals.
Els baixos si que han patit diverses modificacions, ja que tenen usos comercials. Actualment es veuen els grans carreus ben escairats que els formen. Aquesta façana principal és la que dona a la plaça de la Constitució tot i que també en té una que dona al petit carrer sense sortida del darrere.

## Història
La casa té dues façanes, la principal de la plaça de la Constitució ha estat datada el 1627 i a l'altre hi havia l'anomenat portal del Rosselló, enderrocat a principis de segle.